# Ogtay Shikhaliyev
Ogtay Yusif oglu Shikhaliyev (en azerí: Oqtay Yusif oğlu Şıxəliyev; Bakú, 3 de septiembre de 1931 - Bakú, 31 de enero de 2012) fue un pintor de Azerbaiyán, galardonado con el título "Artista del pueblo de la República de Azerbaiyán" en 1992.

## Biografía
Ogtay Shikhaliyev nació el 3 de septiembre de 1931 en la ciudad de Bakú. Entre 1947 y 1952 estudió en la Escuela Estatal de Arte de Azerbaiyán en nombre de Azim Azimzade. Después de graduarse de la escuela de arte con honores, ingresó en la Academia Estatal de Arte y Diseño de San Petersburgo.
Él participó en las exposiciones desde 1955 mientras estudiaba en San Petersburgo. En 1958, después de graduarse en la academia, regresó a Bakú. En 1957 recibió el primer lugar en artes decorativas en el Festival de Exposiciones Juveniles de toda la Unión Soviética.
En 1960 se convirtió en miembro de la Unión de Artistas de la URSS. Desde 1964 comenzó a enseñar en la Universidad Estatal de Cultura y Arte de Azerbaiyán. También trabajó como docente y profesor en la Academia Estatal de Arte de Azerbaiyán.
Ogtay Shikhaliyev falleció el 31 de enero de 2012 en la ciudad de Bakú tras una larga enfermedad.

## Premios y títulos
- Medalla Conmemorativa por el Centenario del Natalicio de Lenin
- Artista de Honor de la RSS de Azerbaiyán (1982)[5]
- Artista del pueblo de la República de Azerbaiyán (1992)[6]